# Jerry Reed
Jerry Reed Hubbard (20 de marzo de 1937 - 1 de septiembre de 2008) conocido como Jerry Reed, fue un cantante, guitarrista, músico sesionista, compositor estadounidense de música country y actor en más de una docena de películas. Entre sus obras más reconocidas destacan "(Who Was the Man Who Put) The Line in Gasoline", "Amos Moses", "Guitar Man", "When You're Hot, You're Hot", canción por la que recibió un Premio Grammy por Mejor Interpretación Vocal Masculina en 1972, y "East bound and Down", canción de Smokey and the Bandit, película que también coprotagonizó.

## Carrera musical
El estilo único y el talento de Jerry Reed le permitieron alcanzar lugares destacados de popularidad y prestigio en la escena de la música country. Comenzó a tocar la guitarra a los nueve años y, durante su adolescencia, actuó junto a figuras como Faron Young y Ernest Tubb. A los diecisiete años fue contratado por Ken Nelson, productor de Capitol Records, pero sus primeros diez sencillos no tuvieron mucho éxito.
En 1959, Reed llegó a las listas de música country de Billboard "Bubbling Under the Top 100" y Cashbox con el sencillo "Soldier's Joy". Después de servir dos años en las fuerzas armadas, Reed se mudó a Nashville en 1962 para continuar con su carrera como compositor. La versión que hizo Brenda Lee de "That's All You've Got to Do" en 1960 suscitó un éxito pop que alcanzó el número 6 en las listas. Por entonces, Reed también se había convirtido en un popular sesionista de guitarra. En 1962, obtuvo cierto éxito con los sencillos "Goodnight Irene" (como Jerry Reed & the Hully Girlies, con un grupo vocal femenino) y "Hully Broken Guitar", que llegaron a manos de Chet Atkins, quien produjo "If You Don't Meet Him" de Reed en 1965.

### "Guitar Man"
En julio de 1967, Reed alcanzó el puesto #53 en las listas de música country con su canción "Guitar Man", que Elvis Presley versionó poco después con un éxito arrollador. "Guitar Man" presentaba un sonido característico y novedoso, marcado por un complejo fingerstyle sincopado en la guitarra y una actitud sureña distintiva y desafiante. Su siguiente sencillo, "Tupelo Mississippi Flash", un tributo cómico a Presley, se convirtió en su primer éxito en integrar el Top 20, llegando al puesto #15.
Durante una excursión de pesca por el Río Cumberland, Reed recibió un llamado de Felton Jarvis, productor de Presley. Elvis se encontraba trabajando en su propia versión de "Guitar Man" y quería invitarlo a participar en la grabación. Reed habría dicho: "si quieren que suene como un mi álbum, tendrán que llevarme para tocar la guitarra. Yo toco con los dedos y afino la guitarra de formas extrañas". En esa sesión, Presley y Reed también grabarían juntos "U.S. Male", publicado como un sigle, y "Big Boss Man".
Elvis también se registran otros dos composiciones de Reed: "Cosas del amor" en 1970 y "Discusión de los buenos tiempos" en 1973 por un total de cuatro.
Johnny Cash también la liberación "Cosas del amor" como sencillo en 1971, que llegaría a # 2 en el Billboard Singles Chart País para América del Norte. Se convertiría en la canción principal de un estudio de álbum, que lanzó en la primavera siguiente.

### 1970
Después de soltar el crossover éxito 1970 "Amos Moses", un híbrido de rock, country, funk y estilos Cajún, que alcanzó el número 8 en las listas de éxitos de EE. UU., Reed se unió a Atkins para el dúo LPMe & Jerry . Durante la temporada televisiva 1970, que era un regular enThe Glen Campbell Goodtime horas , y en 1971 publicó su mayor éxito, la carta-primeros "When You're Hot, Eres Caliente ", que también fue la canción principal de su primer álbum como solista, alcanzando Pop # 9 y # 6 en las listas de Billboard Easy Listening. Tanto "Amos Moses" y "When You're Hot, que está caliente" vendió más de un millón de copias, y se otorgaron discos de oro por la RIAA.
Una segunda colaboración con Atkins,Yo y , Chet seguido en 1972, al igual que una serie de Top 40, que alternó entre las ofertas frenética, el país más sencilla y con sabor a pop, el material countrypolitan. Un año más tarde, obtuvo su segundo sencillo número uno con "Señor, señor Ford" (escrito por Dick Feller), del álbum del mismo nombre.
Atkins, que con frecuencia produce la música de Reed, señaló que tuvo que animar a Reed para poner temas instrumentales en sus propios álbumes, como Reed siempre se considera más de un compositor que un guitarrista. Atkins, sin embargo, el pensamiento de Reed era mejor guitarrista fingerstyle que él mismo era; Reed, según Atkins, le ayudó a resolver el fingerpicking para uno de los mayores éxitos de Atkins, " Yakety Axe . " Reed, una de las únicas cuatro personas que tienen el título de "Jugador Certificado guitarra" (un único premio otorgado a aquellos que han dominado completamente la guitarra), se le dio este título de Chet Atkins.
Reed fue presentado en forma animada en un 9 de diciembre de 1972 episodio de s Hanna-Barbera'The New Scooby-Doo Movies , "El fantasma de la Country Music Hall" (prod. # 61 a 10). Él cantaba y tocaba la canción "Pretty Mary Luz del sol." La canción se reproduce durante todo el episodio como Scooby y la pandilla de la búsqueda para guitarra falta de Reed.
A mediados de la década de 1970, la carrera de Reed comenzó a grabar en un segundo plano a sus aspiraciones actorales. En 1974, coprotagonizó junto a su amigo Burt Reynolds en la películaPP y el Dancekings Dixie . Si bien continuó grabando durante toda la década, su mayor visibilidad era como una estrella de cine, casi siempre en cabeza de cartel junto con Reynolds. Después de 1976, Reed apareció en 1979 en Hot Stuff. También coprotagonizó las tres películas de la saga Smokey and the Bandit.
Reed también tuvo una actuación destacada en un espectáculo de variedades de televisión, la filmación de dos episodios de El Show de Jerry Reeden 1976. El espectáculo contó con las actuaciones de música y segmentos de la entrevista, pero no contienen los sketches cómicos que por lo general se parte de los espectáculos de variedades de los años 70. Entre los invitados Tammy Wynette, Ray Stevens y Burt Reynolds.
En 1978, apareció como él mismo en el programa de televisión Alice.
En 1979, lanzó un disco que abarca ambas selecciones vocal e instrumental titulado muy apropiadamente,La mitad y mitad. Le siguió un año más tarde por Jerry Reed cantaJim Croce , un homenaje al fallecido cantante y compositor. Fue protagonista en una película para TV en ese año, titulada Los Vaqueros de hormigón.

### Años 1980 y 1990
En 1982, la carrera de Reed como un artista de sencillos fue revitalizada por el exitoso hit "Ella Tiene la mina de oro (I Got )," eje seguido de "The Bird ", que alcanzó el puesto número 2. Su última carta de éxito "I'm a Slave", apareció en 1983. Ese mismo año, coprotagonizó junto a Robin Williams y Walter Matthau en el Michael Ritchie comedia Los sobrevivientes.
Después de una infructuosa 1986 LP, Lookin' At You, Reed se centró en gira hasta 1992, cuando él y Atkins se reunieron para el álbum Sneakin' Around antes de que él regresara de nuevo a la carretera.
Reed tuvo un papel como Comandante / Piloto Huey junto a Danny Glover en la película de 1988 Bat 21, protagonizada por Gene Hackman. También actuó como productor ejecutivo y guionista de esta película.
Reed coprotagonizó en 1998 junto a Adam Sandler la película, The Waterboy como Red Beaulieu, principal antagonista de la película y el director técnico de la Selección de fútbol de la Universidad de Louisiana Cougars.
Se asoció con las superestrellas del país Waylon Jennings, Mel Tillis y Bobby Bare en el grupo de Old Dogs. Grabaron un álbum, en 1998, titulado Old Dogs, con canciones escritas por Shel Silverstein. (Reed cantó el "joven hombre de trabajo" y "Elvis ha dejado el edificio", este último posiblemente en deferencia a Elvis para "ayudar a lanzar su carrera").
En 1998, la banda estadounidense de rock Primus cover de la canción de Reed "Amos Moses" en el EP titulado Rinoplastia.

### 2000
En octubre de 2004, "Amos Moses" apareció en la banda sonora de Auto GTA: San Andreas, y fue emitida en la estación de radio ficticia K-Rose. Su última grabación fue lanzado en 2006, llamado Git it On. En 2007, el Reino Unido la banda Alabama 3 (conocido como A3 en el EE. UU.) cubierto su éxito "Amos Moses" en su álbum MOR.
En junio de 2005, el guitarrista norteamericano Eric Johnson lanzó su álbum Bloom, que contiene una canción titulada "Homenaje a Jerry Reed" en conmemoración de sus obras.
Reed ha aparecido como invitado en la serie de televisión Bill danza al aire libre. En una aparición memorable, Reed atrapó unas lubinas particularmente grandes, y previstas para ser conservadas y disecadas por un taxidermista. El anfitrión Bill Dance se opuso a este plan, y liberó a los peces cuando Jerry no estaba mirando. Reed se enfureció cuando descubrió lo que había sucedido. Este incidente también fue mencionado en una de las Jeff Foxworthy's rutinas de comedia de monólogos de comedia. Lo hizo en apariciones como invitado en el show de "Bill Danza y Pesca". La canción "Hacia el Este y Abajo" hizo un ajuste bastante impresionante en la película Delta Farce, protagonizada por Larry the Cable Guy, Bill Engvall y DJ Qualls.

## Muerte
Reed murió en Nashville, Tennessee el 1 de septiembre de 2008, por complicaciones de un enfisema pulmonar a los 71 años. Una semana después, durante su debut en el Grand Ole Opry, el grupo canadiense The Road Hammers interpretó "East Bound and Down" para rendirle homenaje. En la revista Vintage Guitar, Rich Kienzle escribió: "Reed estableció una inspiración a los guitarristas fingerstyle de la manera en que Merle y Chet lo inspiraron a él". 
Su esposa Mitchell murió tras una breve enfermedad el 24 de septiembre de 2014, a los 73 años.